# マルティーヌ・オブリー
マルティーヌ・オブリー（Martine Aubry、1950年8月8日 - ）は、フランスの政治家。社会党第一書記（2008年 - 2012年）、リール市長。労働相、雇用・連帯相を歴任。
出生時の名前はマルティーヌ・ドロール（Martine Delors）で、オブリーは前夫ザビエー・オブリーの姓に由来する。「オブリ」と表記される場合もある。
父はフランソワ・ミッテラン大統領の下で大蔵大臣等を務め、1985年から1995年まで欧州委員会委員長を務めたジャック・ドロール。

## 来歴
パリ17区に生まれる。パリ12区のポール・ヴァレリー高校 (Lycée Paul-Valéry) を経て 、パリ第2大学 (パンテオン・アサス) 経済学専攻。1972年にパリ政治学院を卒業。1973年から1975年まで、フランス国立行政学院（ENA）でレオン・ブルム期生。同時期、フランスの労働組合「CFDT」に参加し、1974年には社会党に入党する。
1978年からフランス国立行政学院で教鞭を執る。その後、ジャン・オルーやピエール・ベレゴヴォワら社会労働省大臣の下、また国務院（コンセイユ・デタ）において複数の役職を務め、1989年から1991年までの間は「ペシネー」の経営にも参画した。同社原子力事業担当役員となった間、ダンケルクへの工場誘致に尽力し、一方で、ピレネー＝アトランティック県ノゲール (Noguères) にあるアルミニウム工場の閉鎖を行った。
1991年、エディット・クレッソン内閣で労働相に任命され初入閣。続くピエール・ベレゴヴォワ内閣でも留任した。
1995年にピエール・モーロワによりノール県に招聘され、リール市の第一助役に任命された。同年の大統領選には父ジャック・ドロール欧州委員会委員長の出馬が取り沙汰されたものの、ドロールは立候補を辞退している。ジャック・ドロールに代わり、社会党から擁立されたリオネル・ジョスパンはオブリーを選挙運動のスポークスマンに起用。ジョスパンはジャック・シラクに大統領選で敗れるが、社会党の第一書記に選出される。ジョスパンは自身を支えたオブリーを党要職に登用する意向を示したが、オブリーは辞退した。
1997年6月の総選挙で社会党を中心とする左派が勝利し、ジョスパンが首相に就任すると、オブリーは雇用・連帯相として入閣する。オブリーは担当大臣として「週35時間労働法」の成立に尽力した。
2001年からリール市長を務める。2008年からも再任。
2008年11月の社会党の党首選挙に、社会党の伝統的な左派色を強調し出馬。前年の大統領選に出馬しニコラ・サルコジに敗れた中道派のセゴレーヌ・ロワイヤルを破り、社会党第一書記に就任した。しかし、党首選では党内の対立が激しさを増し、党分裂の危機に晒された。
2010年3月に行われた地方選挙では、社会党を始めとする左派連合がサルコジ大統領率いる右派を凌駕し、地滑り的な圧勝。この選挙での圧勝を機に、次期大統領選でサルコジの再選を阻止するため、オブリーを擁立する声が社会党内で高まった。そして社会党の大統領候補者を決める予備選に立候補した。同年10月16日に行われた決選投票でフランソワ・オランド前第一書記が得票率約56%、オブリーが得票率約44%で敗れた。

## 政歴
- 1991年 - 1993年 : エディット・クレッソン内閣、及びピエール・ベレゴヴォワ内閣で労働相
- 1993年 : 反排斥運動基金会頭及び創設者
- 1995年 : リール市第一助役、リール首都圏共同体副会長
- 1997年 - 2002年 : ノール県第5選挙区（セクラン）議員
- 2002年 : 総選挙で国民運動連合のセバスチャン・ウィージュに敗れる
- 1997年 - 2000年 : 雇用・連帯相
- 2001年 - : リール市長、リール首都圏共同体副会長及び経済開発責任者、リールパスツール研究所所長、CHRUリール長、ヨーロッパ文化都市リール2004委員長
- 2006年 : フランス政府協議会のメンバー（待命中）
- 2008年 - 2012年: 社会党第一書記